# Grans Mestres de l'Orde de Sant Joan de Jerusalem
Llista dels Grans Mestres de l'Orde de Sant Joan de Jerusalem:
- Gerard (1099-1120)
- Raymond du Puy de Provence (1120-1160)
- Auger de Balben (1160-1163)
- Arnaud de Comps (1162-1163)
- Gilbert d'Aissailly (1163-1170)
- Caste de Murols (c. 1170-1172)
- Jobert de Síria (1172-1177)
- Roger de Moulins (1177-1187)
- Ermengol d'Asp (1187-1190)
- Garnier de Nablús (1190-1192)
- Geoffroy de Donjon (1193-1202)
- Alfons de Portugal (1203-1206)
- Geoffrey le Rat (1206-1207)
- Garin de Montaigu (1207-1228)
- Bertrand de Thercy (1228-1231)
- Guerin de Montacute (1231-1236)
- Bertrand de Comps (1236-1240)
- Pierre de Vielle-Bride (1240-1242)
- Guillaume de Chateauneuf (1242-1258)
- Hugues de Revel (1258-1277)
- Nicolas Lorgue (1277-1284)
- Jean de Villiers (1284-1294)
- Odon de Pins (1294-1296)
- Guillaume de Villaret (1296-1305)
- Foulques de Villaret (1305-1319)
- Hélion de Villeneuve (1319-1346)
- Dieudonné de Gozon (1346-1353)
- Pierre de Corneillan (1353-1355)
- Roger de Pins (1355-1365)
- Raymond Berenger (1365-1374)
- Robert de Juliac (1374-1376)
- Juan Fernández de Heredia (1376-1396)
  - Riccardo Caracciolo (1383-1395) Gran Mestre rival
- Philibert de Naillac (1396-1421)
- Antoni de Fluvià (1421-1437)
- Jean de Lastic (1437-1454)
- Jacques de Milly (1454-1461)
- Pere Ramon Sacosta (1461-1467)
- Giovanni Battista Orsini (1467-1476)
- Pierre d'Aubusson (1476-1503)
- Emery d'Amboise (1503-1512)
- Guy de Blanchefort (1512-1513)
- Fabrizio del Carretto (1513-1521)
- Philippe Villiers de L'Isle-Adam (1521-1534) (Primer Gran Mestre que va manar sobre Malta)
- Piero de Ponte (1534-1535)
- Didier de Saint-Jaille (1535-1536)
- Juan de Homedes y Coscón (1536-1553)
- Claude de la Sengle (1553-1557)
- Jean Parisot de la Valette (1557-1568)
- Pierre de Monte (1568-1572)
- Jean de la Cassiere (1572-1581)
  - Mathurin Romegas (1581) Lloctinent 1577-1581 i Gran Mestre Rival 1581
- Hugues Loubenx de Verdalle (1581-1595)
- Martín Garzez (1595-1601)
- Alof de Wignacourt (1601-1622)
- Luís Mendes de Vasconcellos (1622-1623)
- Antoine de Paulo (1623-1636)
- Jean de Lascaris-Castellar (1636-1657)
- Martin de Redin (1657-1660)
- Annet de Clermont-Gessant (1660)
- Rafael Cotoner (1660-1663)
- Nicolau Cotoner (1663-1680)
- Gregorio Carafa (1680-1690)
- Adrien de Wignacourt (1690-1697)
- Ramon Perellos i Rocafull (1697-1720)
- Marc'Antonio Zondadari (1720-1722)
- António Manoel de Vilhena (1722-1736)
- Ramon Despuig i Martínez de Marcilla (1736-1741)
- Manuel Pinto da Fonseca (1741-1773)
- Francisco Ximenez de Texada (1773-1775)
- Emmanuel de Rohan-Polduc (1775-1797)
- Ferdinand von Hompesch zu Bolheim (1797-1799) (Últim Gran Mestre que va governar Malta)
- Pau I de Rússia (1798-1801) de facto
  - Nikolai Saltikov (1801-1803) Lloctinent de facto
- Giovanni Battista Tommasi (1803-1805)
  - Innico Maria Guevara-Suardo (1805-1814) Lloctinent
  - André Di Giovanni (1814-1821) Lloctinent
  - Antonio Busca (1821-1834) Lloctinent
  - Carlo Candida (1834-1845) Lloctinent
  - Philippe di Colloredo-Mels (1845-1864) Lloctinent
  - Alessandro Borgia (1865-1871) Lloctinent
  - Giovanni Battista Ceschi a Santa Croce (1871-1879) Lloctinent
- Giovanni Battista Ceschi a Santa Croce (1879-1905)
- Galeazzo von Thun und Hohenstein (1905-1931)
- Ludovico Chigi Albani della Rovere (1931-1951)
  - Antonio Hercolani-Fava-Simonetti (1951-1955) Lloctinent
  - Ernesto Paternó Castello di Carcaci (1955-1962) Lloctinent
- Angelo de Mojana di Cologna (1962-1988)
  - Jean Charles Pallavicini (1988) Lloctinent
- Andrew Bertie (1988-2008)
  - Giacomo dalla Torre del Tempio di Sanguinetto (2008) Lieutenant ad interim
- Matthew Festing (2008-)